# Bishrampur
Bishrampur fou un estat tributari protegit del tipus zamindari format per 184 pobles a Chota Nagpur; avui Jharkhand, amb una superfície de 619 km² i una població de 133.862 habitants. Estava governat per una dinastia rajput chauhan. Els esus governants reclamaven descendència del reis d'Ayodhya.